# Well-formed XML document
Un document XML bien formé (well-formed XML document) est un document XML dont la syntaxe est correcte. Selon le W3C, cela signifie que :
1. Les documents XML doivent commencer par une déclaration XML ;
2. Les documents XML doivent avoir un unique élément racine ;
3. Les éléments XML doivent avoir une balise de fermeture ;
4. Les balises sont sensibles à la casse ;
5. les éléments XML doivent être positionnés correctement (pas d'imbrication sans inclusion) ;
6. Les valeurs d'attribut XML doivent toujours être entre guillemets ou apostrophes dactylographiques[2] ;
7. Les entités doivent être utilisées pour les caractères spéciaux.

Il ne faut pas confondre la notion de document bien formé avec celle de document valide, qui se définit comme un document XML bien formé dont la structure obéit à un modèle (ou schéma) donné par une DTD ou un XML Schema.